# Monographies des villes et villages de France
Monographies des villes et villages de France est une collection éditée par la maison d'édition Le Livre d'histoire-Lorisse, consacrée à l'histoire locale des communes françaises. Le projet, lancé en 1986 par Michel-Georges Micberth et encouragé jadis par le ministère du Tourisme, compte plus de 3 480 titres en 2017. 
Elle comprend des ouvrages inédits écrits par des universitaires, des érudits locaux ou des membres de sociétés savantes, ainsi que des rééditions en fac-similé d'ouvrages anciens et rares.
Elle compte aussi, depuis 1994, des ouvrages consacrés aux départements : ce sont les dictionnaires historiques des communes ; parallèlement, elle s’étend aux monographies des communes et des cantons les moins peuplés, grâce à une étroite collaboration avec les collectivités locales.
Son ISSN est 0993-7129.